# 薩摩金山蔵
薩摩金山蔵（さつまきんざんぐら）は、鹿児島県いちき串木野市野下にある串木野金山の跡地を利用した『金と焼酎』をテーマにした観光施設。

## 概要
いちき串木野市に本社を置く焼酎メーカー・濵田酒造が運営する。2003年9月に閉園した「ゴールドパーク串木野」の跡地を、市の要請を受け濵田酒造が『薩摩金山蔵』として2005年4月23日に再オープンさせた。テーマを『薩摩』にしぼり込み、江戸末期から薩摩の財政を支え、明治期に日本の礎を陰で支えて来た金山と、500年の歴史を持つ焼酎を語ることで薩摩を語る場として整備された。ゴールドパーク串木野の施設は開園当時流行していたポストモダンだったが、薩摩金山蔵は和のデザインで処理されている。2005-2010年でのべ100万人が訪問した。

## 観光坑道と坑内醸造所
串木野鉱山の西山坑が観光用坑道として見学できる。『ゴールドパーク串木野』で使用された観光坑道用のトロッコ列車(全長700m)は、プラットホームなどのデザインを一部変更して、そのまま利用されている。坑道の一部は焼酎の長期熟成貯蔵庫に転用され、1000L入りの容器に原酒が数多く収納されている。『ゴールドパーク串木野』時代から実施されていた、一般顧客から少量でメッセージ付きの焼酎を預かるサービス「お預かり焼酎」も継続されている。坑道の一部には醸造設備も設置され、伝統的な甕［かめ］仕込みの様子や焼酎の製造に関する展示も数多く設置されている。一方で採鉱や運搬に関する展示は削減された。旧タイマイト庫や巻き上げ機、鉱石運搬列車などの展示は残るが、坑夫（人形）を使用した作業風景の再現については大幅に整理され、大きなイメージ転換が成されている。観光坑道は16層あった構造のうちの2層目に位置する。1層目から鉱石を滑り落とす斜坑が見学コースの一部に残されている。3層目以下は水没している。坑道の醸造所では、米麹に水と酵母を加え、発酵後にサツマイモを投入する通常の二次仕込み法ではなく、同時に仕込む江戸期の「どんぶり仕込み」を採用している。蒸留装置も江戸以前に使われていたカブト釜式蒸留器を新しく復元して採用した。杜氏は2005年に3名の女性を新規に採用して、女性の感性を生かした古式焼酎作りに挑戦した。

## 屋外設備
敷地内に造園された小川の流れに沿って、食事処『ほたる庵』、焼酎と関連商品を販売する『蔵の仲見世』、焼酎のラベル貼り場、試飲コーナーなどがある。トロッコ列車のプラットホーム前では、串木野金山時代の資料や模型も展示されている。金鉱洞からの鉱泉水を利用した『杜氏の湯』という入浴施設が設置されたが、2010年6月に「杜氏乃湯」は「本格的仕込蔵建設のため」に閉鎖。

## 日本酒の醸造
2012年からは敷地内の専用の設備で『薩州正宗』（さっしゅうまさむね）の銘柄による清酒の醸造を始めた。鹿児島県内での日本酒の醸造・生産は1972年以来40年ぶりとなる。経験のない清酒生産の挑戦は、得られた技術を焼酎造りに生かすためとされる。準備のための研修は1996年より中部地方のある蔵元まで行って習得し、微生物管理、特にもろみに対しては学ぶことが多かったとされる。この日本酒は鹿児島県内のみの販売で、販路や販売量を拡大する予定は無い。酒米に「ツクシホマレ」を使った濃厚な味わいの純米酒と、「山田錦」を使ってフルーティーな味わいに仕上げた純米吟醸酒の2種類を製造する。

## 金山の遺構
串木野金山時代の遺構は、金山蔵の南側の山中の山腹を走っていた鉱山軌道に沿って海岸近くまでに渡って発電所や排水場、インクライン設備、トンネルなどが残されている。

## アクセス
- JR九州九州新幹線・鹿児島本線、肥薩おれんじ鉄道線「川内駅」から車で約20分
- JR九州鹿児島本線「串木野駅」から車で約10分
- 南九州自動車道「串木野I.C」下車、国道3号を川内方面へ車で約10分
所在地：899-0053鹿児島県いちき串木野市野下13665

## ギャラリー
- 坑道を使用した酒造施設
- トロッコ列車の軌道と駅
- 観光坑道
- 坑道で熟成される芋焼酎
- 坑道観光の様子
- 薩摩金山蔵トロッコ待合処
- 更新された同トロッコ列車
- 金山のトンネル入り口
- 同金山のトロッコ乗車